# Storena cyanea
Storena cyanea är en spindelart som beskrevs av Charles Athanase Walckenaer 1805. Storena cyanea ingår i släktet Storena, och familjen Zodariidae. Inga underarter finns listade.